# Unité urbaine d'Oloron-Sainte-Marie
L'unité urbaine d'Oloron-Sainte-Marie est une agglomération française centrée sur la commune d'Oloron-Sainte-Marie, dans les Pyrénées-Atlantiques, en région Nouvelle-Aquitaine.

## Données générales
Dans le zonage réalisé par l'Insee en 1999, l'unité urbaine était composée de huit communes.
Dans le zonage réalisé en 2010, l'unité urbaine était composée de neuf communes, la commune d'Eysus ayant été ajoutée au périmètre.
Dans le nouveau zonage réalisé en 2020, elle est composée des neuf mêmes communes.
En 2022, avec 16 774 habitants, elle représente la 3e unité urbaine du département des Pyrénées-Atlantiques et occupe le 31e rang dans la région Nouvelle-Aquitaine.
En 2021, sa densité de population s'élève à 144 hab/km2. Par sa superficie, elle représente 1,52 % du territoire départemental et, par sa population, elle regroupe 2,42 % de la population du département des Pyrénées-Atlantiques.

## Composition 2020 de l'unité urbaine
Elle est composée des neuf communes suivantes :
| Nom                                | Code Insee | Département          | Statut       | Superficie (km2) | Population (dernière pop. légale) | Densité (hab./km2) | Modifier                                    |
| ---------------------------------- | ---------- | -------------------- | ------------ | ---------------- | --------------------------------- | ------------------ | ------------------------------------------- |
| Oloron-Sainte-Marie (ville-centre) | 64422      | Pyrénées-Atlantiques | ville-centre | 68,31            | 10 658 (2022)                     | 156                | modifier les données · modifier les données |
| Agnos                              | 64007      | Pyrénées-Atlantiques | banlieue     | 9,18             | 1 042 (2022)                      | 114                | modifier les données · modifier les données |
| Bidos                              | 64126      | Pyrénées-Atlantiques | banlieue     | 1,36             | 1 109 (2022)                      | 815                | modifier les données · modifier les données |
| Estos                              | 64220      | Pyrénées-Atlantiques | banlieue     | 3,22             | 488 (2022)                        | 152                | modifier les données · modifier les données |
| Eysus                              | 64224      | Pyrénées-Atlantiques | banlieue     | 6,72             | 617 (2022)                        | 92                 | modifier les données · modifier les données |
| Goès                               | 64245      | Pyrénées-Atlantiques | banlieue     | 4,76             | 540 (2022)                        | 113                | modifier les données · modifier les données |
| Gurmençon                          | 64252      | Pyrénées-Atlantiques | banlieue     | 2,98             | 887 (2022)                        | 298                | modifier les données · modifier les données |
| Ledeuix                            | 64328      | Pyrénées-Atlantiques | banlieue     | 13,52            | 1 028 (2022)                      | 76                 | modifier les données · modifier les données |
| Précilhon                          | 64460      | Pyrénées-Atlantiques | banlieue     | 6,39             | 405 (2022)                        | 63                 | modifier les données · modifier les données |

## Évolution démographique
| 1968   | 1975   | 1982   | 1990   | 1999   | 2009   | 2014   | 2021   | 2022   |
| ------ | ------ | ------ | ------ | ------ | ------ | ------ | ------ | ------ |
| 16 870 | 17 236 | 16 845 | 16 724 | 16 693 | 16 972 | 17 046 | 16 743 | 16 774 |

#### Données générales
- Unité urbaine en France
- Aire d'attraction d'une ville
- Liste des unités urbaines de France

#### Données démographiques en rapport avec l'unité urbaine d'Oloron-Sainte-Marie
- Aire d'attraction d'Oloron-Sainte-Marie
- Arrondissement d'Oloron-Sainte-Marie

#### Données démographiques en rapport avec les Pyrénées-Atlantiques
- Démographie des Pyrénées-Atlantiques